# OWL-S
OWL-S，是建構於美國國防高等研究計劃署（DARPA）DARPA代理標記語言（DAML）計畫所推動的網路本體語言（OWL）之上的一種資訊本體。它取代了先前的DAML-S本體。OWL-S 是在語義網的OWL基礎架構下，用來描述語義網服務。它將讓使用者及軟體代理得以自動發現、喚起、組構與監視網頁資源，並在特定約束條件下提供服務。
这个本体描述的总体结构有三个主要部分：
- 服务配置文件（Service profile），用于公布和发现服务；
- 进程模型（Process model），用于一个服务操作的详细描述；
- 基础（grounding），用于提供如何通过消息进行服务互操作的细节。